# 이경환 (야구 선수)
이경환(李京煥, 1983년 5월 21일 ~ )은 KBO 리그 전 LG 트윈스의 포수이다.

## 출신학교
- 남정초등학교
- 선린중학교
- 경기고등학교